# Arboretum Baden-Baden

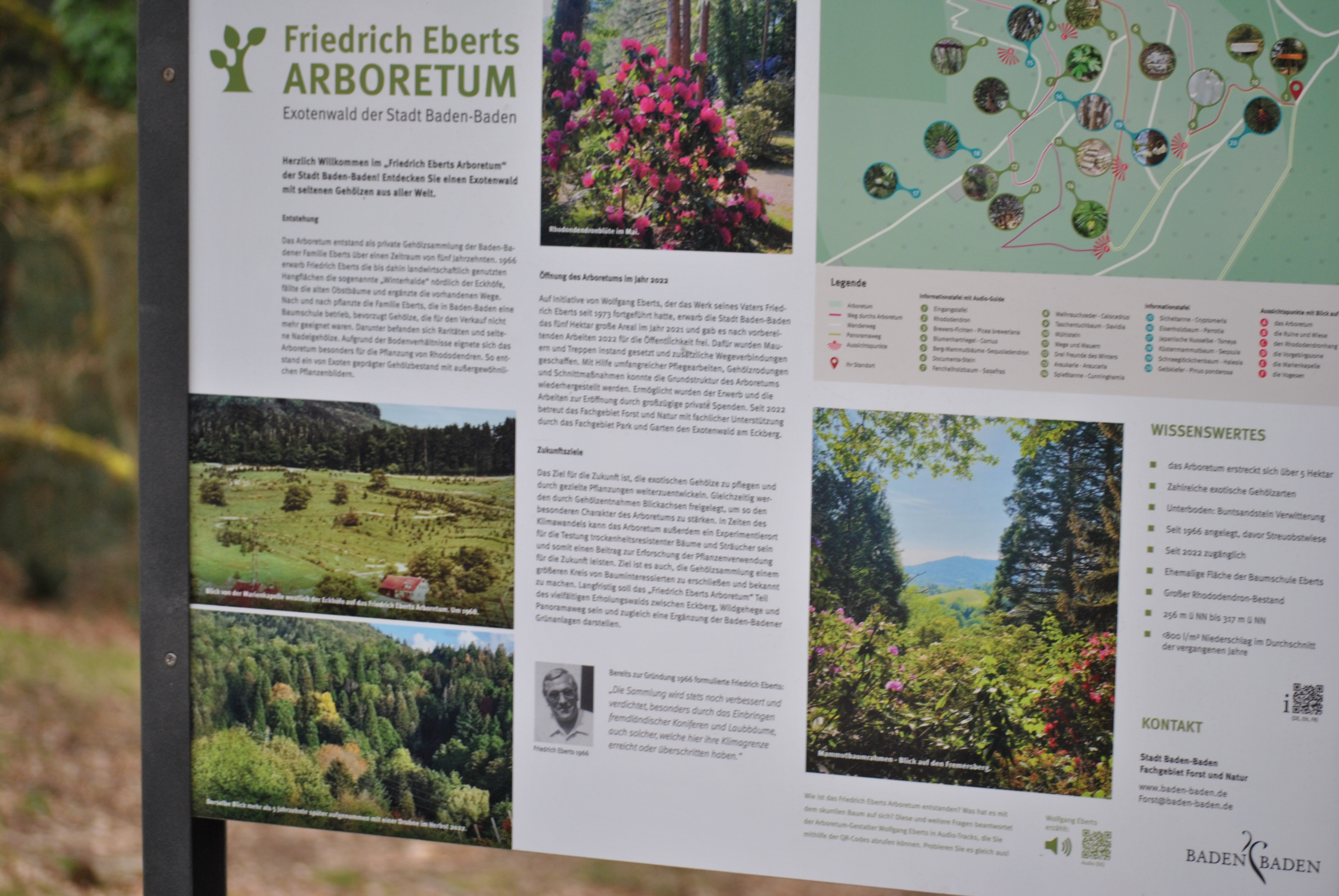
Informationstafel beim Arboretum

Das Arboretum Baden-Baden ist ein etwa fünf Hektar großes, frei zugängliches Arboretum in der baden-württembergischen Stadt Baden-Baden. Es liegt südöstlich der Kernstadt von Baden-Baden nordöstlich des Friedhofs Lichtental am Eckberg zwischen Eckhöfe im Nordwesten und Winterhalde im Süden. Das Baden-Badener Arboretum ist eine Sammlung exotischer Gehölze aus aller Welt – darunter große Mammutbäume und ein Wald von Rhododendren.

## Geschichte
Das Arboretum wurde im Jahr 2022 eröffnet. Vorher – 2021 – hatte die Stadt Baden-Baden das Areal erworben und für vorbereitende Arbeiten gesorgt. Dafür wurden Mauern und Treppen instand gesetzt und zusätzliche Wegeverbindungen geschaffen. Mit Hilfe umfangreicher Pflegearbeiten, Gehölzrodungen und Schnittmaßnahmen konnte eine Grundstruktur des Arboretums geschaffen werden. Ermöglicht wurden der Erwerb und die Arbeiten zur Eröffnung durch private Spenden. Seit 2022 betreut das Fachgebiet Forst und Natur mit fachlicher Unterstützung durch das Fachgebiet Park und Garten das Areal am Eckberg.
Entstanden ist das öffentliche Arboretum als private Gehölzsammlung der Baden-Badener Baumschule Eberts über einen Zeitraum von fünf Jahrzehnten: 1966 erwarb Friedrich Eberts die bis dahin landwirtschaftlich genutzten Hangflächen der sogenannten „Winterhalde“, fällte die alten Obstbäume und ergänzte die vorhandenen Wege. Wolfgang Eberts führte das Werk seines Vaters seit 1973 fort. Nach und nach pflanzte die Familie bevorzugt Gehölze, die für den Verkauf nicht mehr geeignet waren. Darunter befanden sich Raritäten und seltene Nadelgehölze. Außerdem eignete sich das Gelände auf Grund der Bodenverhältnisse besonders für die Pflanzung von Rhododendren. So entstand ein von Exoten geprägter Gehölzbestand mit außergewöhnlichen Pflanzenbildern.